# بلير والدورف
بلير كورنيليا والدورف هي واحدة من الشخصيات الرئيسية التي ظهرت في جوسيب جيرل، قُدمت في سلسلة الروايات الأصلية وظهرت أيضًا كبطلة في مسلسل فتاة النميمة. ظهرت أيضًا في بعض القصص المصورة الهزلية. وصفها المبدع سيسيلي فون زيجيسار بكونها «فتاة متطرفة»، وهي شخصية اجتماعية في مدينة نيويورك وهي من الشخصيات الكوميدية المتفوقة التي تمتلك جوانب متغطرسة وحساسة. بسبب موقعها كملكة نحل في مانهاتن، تخضع أفعال بلير وعلاقاتها للتدقيق المستمر من قبل فتاة القيل والقال الغامضة وهي مدونة شهيرة.
وصفت لايتون ميستر التي صورت الشخصية في الدراما التلفزيونية بلير بأنها غير آمنة بشأن وضعها الاجتماعي. في بعض الأحيان يتسبب هذا القلق في حدوث عيوب وتعقيدات تساهم في تطوير الشخصية. من وجهة نظر ميستر، فإن بلير الحقيقي هي في النهاية فتاة طيبة في القلب.
تمت مقارنة بلير بالأفلام القديمة والشخصيات الأدبية بما في ذلك بيكي شارب وليزي يوستاس. يتم تشبيهها عادةً بليلا فلاور من سلسلة سويت فالاي هاي لفرانسين باسكال. كما أدى تصوير ميستر إلى مقارنات بالأدوار التي لعبتها جوان كولينز وأودري هيبورن. إنها الشخصية الأكثر استحسانًا في السلسلة، بينما جذبت الشخصية التلفزيونية انتباهًا حقيقيًا حول الموضة وحول حياة الشخصية العاطفية.

## الشخصية
جوسيب جيرل هي سلسلة من الروايات عن الشباب البارزين اجتماعيًا في مدينة نيويورك. تتابع القصة في المقام الأول بلير والدورف وصديقتها المقربة سيرينا فان دير وودسن خلال سنوات دراستهما الثانوية والكلية. نظرًا لشهرتها، ظهرت بلير على موقع الويب الخاص بـ جوسيب جيرل وهي مدونة شائعات مجهولة تظهر منشوراتها من حين لآخر خلال القصة.

### في الرواية
في الكتاب الأول تم تقديم بلير باعتبارها صاحبة امتياز هزلي متفوق. توصف بأنها امرأة سمراء مغرية، وتعرض أحيانًا مظهرها وسلوكها بعد الممثلات المشهورات بما في ذلك مارلين مونرو وفي أغلب الأحيان أودري هيبورن. في الروايات المبكرة، كانت الشخصية مكتوبة أيضًا على أنها بوليميك.
يحفز بلير إلى حد كبير الأمور المحيطة بالعائلة والرومانسية والطموح. ومع ذلك فإن ميلها إلى الإنجاز المفرط يمكن أن يؤدي إلى الشعور بالبارانويا مع نتائج درامية أو كوميدية. في مراجعة لصحيفة نيويوركر لاحظت جانيت مالكولم أن قضايا بلير جعلتها «كاريكاتيرًا أوسع وشخصًا أكثر واقعية» من شخصيات جوسيب جيرل الأخرى. في مقابلة عام 2009، ادعت سيسلي فون زيجسار مؤلفة جوسيب جيرل أنها تتعاطف مع بلير أكثر من غيرها، قائلة: «إنها مثيرة للغاية وغير متوقعة. يا لها من عاهرة، لكننا نفهم سبب كونها عاهرة ونحبها على أي حال.»

#### خطوط القصة
طوال معظم أحداث المسلسل، تُصارع بلير عددًا من التغييرات داخل عائلتها. قبل عام واحد، انفصل والدا بلير بعد أن هرب والدها مع رجل آخر. عندما تتزوج والدتها من جديد ويغادر والدها البلاد، تواجه بلير صعوبة في قبول زوج والدتها سايروس روز. بالإضافة إلى ذلك، فإن إجهادها على هذه الأمور يؤثر أحيانًا على علاقاتها الأخرى. ومع ذلك، تظل بلير في النهاية قريبة من والدها هارولد، الذي غالبًا ما تلجأ إليه من أجل الراحة. على النقيض من ذلك، تحافظ على علاقة متوترة إلى حد ما مع والدتها إليانور، كما تم الكشف عن أن بلير تُعاني من الشره المرضي.
في الرواية تعلم بلير عن علاقة غرامية بين صديقتها سيرينا فان دير وودسن وصديقها نيت. يمثل هذا بداية ثلاثية الحب الأساسي للقصة والذي يتكرر طوال السلسلة. الحياة الرومانسية لبلير لها تأثيرات مختلفة على تطور شخصيتها. بعد أن جرحها نيت مرارًا وتكرارًا، رفضت في النهاية قبوله حتى تؤمن بقدرته على الوفاء لها. ومع ذلك، تغش بلير نفسها فتفقدُ حبيبها معًا. بدأت في النهاية في الاعتراف بأخطائها بمساعدة والدها. أصبحت لاحقًا أقرب إلى ما يُعرف بتشاك باس (الذي حدث في البداية في المسلسل التلفزيوني) الذي كانت تعرفه سابقًا لسنوات مما أدى بهم إلى مواعدة بعضهم البعض لفترة وجيزة.
تشتهرُ بلير بطبيعتها المبالغة في الإنجاز، والتي تظهر غالبًا في مشاهد فكاهية. في مراجعة لمجلة نيويورك، أشادت إميلي نوسباوم بأحد تخيلات بلير والتي تتضمن "الانضمام إلى فيلق السلام، والحصول على سمرة قاتلة، والفوز بجائزة نوبل للسلام، وتناول العشاء مع الرئيس" الذي سيكتب لها بعد ذلك توصية إلى ييل". لاحظت كاتبة نيويوركر جانيت مالكولم أنه على عكس بعض الرواد في السينما والأدب، فإن شخصية بلير مميّزة فعلًا، حيث أنها تكافح تمامًا وتسعى بلا كلل إلى شيء وأي شيء ولا تعرف أبدًا متى يكفيها.
واجهت بلير انتكاسة خلال مقابلتها في جامعة ييل من خلال الكشف عن التوتر الأخير في حياتها، ثم قبَّلت المحاور على خده عند الفصل. ثم تبرع والدها للمدرسة، على الرغم من أن بلير لا تزال في قائمة الانتظار. في الكتاب الثاني عشر المعون بسأظل أحبك دائمًا تم الكشف عن قبولها في الجامعة.
بالإضافة إلى مشاعرها تجاه نيت، يُقال أحيانًا أن بلير تشعر بأنها قادرة على المنافسة مع سيرينا في مجالات أخرى، بما في ذلك مسائل الجمال والشعبية. ويؤدي هذا أيضًا إلى حسد عرضي من جانب بلير. من غير الواضح مدى توافق تصور بلير لسيرينا مع الواقع. يصف السرد كلا الشخصيتين على أنهما «الفتاتين الأكثر إثارة في الجانب الشرقي العلوي، وربما في مانهاتن بأكملها أو حتى العالم بأسره».

### سلسلة المانجا
في عام 2010 بدأت يان بريس في نشر مانجا بعنوان جوسيب جيرل; فور يور آيز أونلي (بالإنجليزية: Gossip Girl: For Your Eyes Only)‏ من تأليف ورسم هاي كونغ بييك. تتكيف هذه السلسلة مع سيناريوهات ملحوظة من الرواية - بما في ذلك مثلث الحب مع نيت وسيرينا - ولكنها تعرض أيضًا مادة جديدة. بعد أن فقدت مكانتها كملكة نحل، تُحاول بلير استعادة وضعها السابق بينما تتكيف مع أسلوب حياة أقل امتيازًا. بالإضافة إلى هذه السلسلة، تظهر بلير أيضًا في مانجا مقتبسة عن رواية جوسيب جيرل: بسيكو كيلر (بالإنجليزية: Gossip Girl: Psycho Killer)‏ في محاكاة ساخرة لقصص الرعب.

## المسلسلات التلفزيونية
حُوّلت الرواية في عام 2007 إلى فيلمٍ صدر تحت عنوان جوسيب جيرل أو فتاة النميمة. وفقًا لسيلي فون زيجسار فإن الشخصية التلفزيونية مخلصة إلى حد كبير للأصل. من بين الجوانب التي يجب الحفاظ عليها إعجابها بأودري هيبورن واهتمامها بجامعة ييل. ومع ذلك، يُلاحظ المسلسل أيضًا أن هناك بعض التغييرات الطفيفة، بما في ذلك استبعاد شقيق بلير تايلر. يستكشف العرض أيضًا العلاقات الرومانسية بين بلير والعديد من الذكور، مما يؤدي إلى مثلثات الحب العرضية. في الموسم الخامس، تم الكشف عن أن بلير حامل بطفل من ويس جريمالدي ومع ذلك فالطفل يموتُ في وقت لاحق قبل الولادة بعد حادث سيارة تعرضت له بلير وتشاك.
بين المعجبين ووسائل الإعلام، كانت علاقة بلير مع تشاك باس معروفة بشكل عام، في حين تمت الإشارة إلى علاقتها مع دان همفري باسم دير. تم التعرف على الأسماء المستعارة واهتمام المشاهد بهذه العلاقات من قبل منتجي العرض.

### تجارب الأداء
للتحضير لجزء بلير، قامت الممثلة لايتون ميستر وهي شقراء طبيعية بصبغ شعرها باللون البني قبل الاختبار كما درست الرواية الأولى. لقد وصفت الشخصية بأنها متعددة الأوجه واصفة إياها بأنها «القليل من كل شيء مدهش للغاية.» مثل فوت زيجسار، ادعى ميستر أيضًا أنه يرتبط ببلير على مستويات معينة. قبل عرض البرنامج لأول مرة في عام 2007، صرحت الممثلة أن «الطريقة الوحيدة للعب بلير، أو أي شخصية وجعلها إنسانية هي أن تجد ما هي بداخلي. وأنا أعلم أنني أعاني من عدم الأمان أيضًا!» فيما وصفت وسائل الإعلام دور ميستر بالطليع أو الخبير. ووصفتها سيسيلي فون زيجيسار بأنها الاختيار الأمثل. في ديسمبر 2010 كشفت ميستر عن خطط لمغادرة العرض في عام 2012. تكهنت وسائل الإعلام وبعض المواقع على الإنترنت وغيرها من أن رحيلها ربما يمثل نهاية السلسلة.

### الموسم الأول
في الموسم الأول من السلسلة، قُدّمت بلير كملكة جميلة وذات شعبية، فهي ابنة إليانور والدورف مصممة أزياء شهيرة. كانت تواعد نيت أرشيبالد وهي صديقة مع سيرينا فان دير وودسن. تجد أيضًا رفيقًا مقربًا وهو صديق طفولتها تشاك باس الذي يصبح شريكًا لمخططاتها. عندما تعود سيرينا إلى المنزل من المدرسة الداخلية، تعلم بلير من نيت أنه فقد عذريته مع سيرينا في حالة سكر منذ أكثر من عام. تنتقمُ بلير بالكشف علنًا عن علاقة سيرينا بمستشفى لإعادة التأهيل، ثم علمت أن المريض الفعلي هو شقيق سيرينا الأصغر إريك الذي كان قد حاول الانتحار. بعد ذلك، تتصالح بلير الندمانة مع سيرينا.
بعد أن علمت أن نيت لم يعد يحبها، تنام مع تشاك ثم تقع في النهاية في حبه. يؤدي هذا إلى علاقة غرامية ساخنة ومثلث حب في نهاية المطاف. عدم قدرتها على الاختيار يخلق الكثير من قصة الموسم الأول. هناك إشارات موجزة إلى صراع بلير الماضي مع فقدان الشهية والشره المرضي التي لم يتم ذكرها مرة أخرى بعد الموسم الأول.
بدأت أيضًا صراعًا قصيرًا على السلطة مع الطالبة جيني همفري. بعد أن اتحدت مع تشاك ونيت لإنقاذ سيرينا من جورجينا سباركس، أدرك تشاك أن مشاعره تجاه بلير حقيقية واقترح أنهما يقضيان الصيف معًا في توسكانا. ومع ذلك، فقد أحبطه والده في اللحظة الأخيرة.

### الموسم الثاني
عند إطلاق الموسم الثاني، وصف النقاد بلير بأنها الملكة في مركز لعبة الشطرنج جوسيب جيرل. يدور جزء كبير من خط قصّة الموسم الثاني حول علاقة الحب والكراهية مع تشاك باس والذي وصفته مجلة بيبول بأنه «قلب حيّ». أثناء التنافس مع سيرينا، تشكل بلير صداقة غير متوقعة مع جيني التي تقول إن كل منهما يعمل من أجل كل ما يحققه، بينما غالبًا ما تنساب سيرينا في الحياة. خلال المقابلات التي أجرتها في جامعة ييل، تعتذر بلير وسيرينا عن مشاعرهما السيئة ويستأنفان صداقتهما.
في حلقة «يا أخي أين أنت؟»، يشعر تشاك بالصدمة من أنباء وفاة والده، مما دفع بلير لتقديم دعمها بينما تخبر تشاك بأنها تحبه. في البداية يتجنب تقدمها، لكنه يلجأ إليها لاحقًا من أجل الراحة. ومع ذلك، توقف الاثنان عن رؤية بعضهما البعض بسبب عم تشاك جاك باس الذي أقنعه بأنه غير قادر على الالتزام بعلاقة. بعد رفضها من قبل ييل، وجدت بلير تشجيعًا غير متوقع من نيت. تم قبولها لاحقًا في جامعة نيويورك، وتجددت علاقتها التنافسية مع جورجينا في النهاية.
مع انتهاء الموسم، تُتوّج بلير جيني ملكة مدرسة كونستانس بيلارد الجديدة. في ختام الموسم تكتشفُ بلير أن صديقتها نامت مع عم تشاك وأن تشاك قد نام مع فانيسا أبرامز. ثم يغادر تشاك إلى أوروبا. عاد لاحقًا إلى نيويورك وتصالح مع بلير أثناء إعلان حبه لها وبدأ الاثنان أخيرًا علاقة ملتزمة.

### الموسم الثالث
في الموسم الثالث انضمت بلير إلى فانيسا وجورجينا وشقيق جيني دان في جامعة نيويورك. يتعلق الكثير من قصتها بعدم قدرتها على تحقيق وضعها السابق في مدرستها الجديدة. تجد الدعم العاطفي من والدتها، وكذلك من تشاك. ومع ذلك انفصلت هي وتشاك مرة أخرى عندما شعرت بلير أنه تلاعب بها أثناء تنافسه مع عمه. انتقلت لاحقًا إلى جامعة كولومبيا، ثم علمت أن تشاك الذي تم إصلاحه عاطفيًا كان مسؤولاً عن تسجيلها. تعاونوا لاحقًا كجزء من مخطط لعب الأدوار لمساعدة والدة سيرينا والدة تشاك بالتبني ليلي. في نهاية الموسم، يحاول تشاك تقديم طلب إلى بلير لكن دان قاطعه الذي كشف أن تشاك قد نام مع جيني. بعد أسبوعين، غادر بلير وسيرينا إلى باريس عازمين على قضاء الصيف معًا.

### الموسم الرابع
في الموسم 4 أصبحت بلير وتشاك منافسين مرة أخرى، لكن في النهاية استأنفا علاقاتهما الجنسية قبل الاعتراف بحبهما لبعضهما البعض. عندما تتعارض العلاقة مع اهتماماتهما التجارية، تنفصل هي وتشاك مرة أخرى. يعد تشاك بأنه سينتظرها، ويؤكد كلاهما إيمانهما بأن حبهما سيجمعهما في النهاية. تتعاون بلير مع دان عندما يتشارك الاثنان في أهداف مشتركة. وينتهي بهم الأمر أيضًا بالعمل معًا في مجلة وي، حيث تتطور العلاقة بين الاثنين. في يوم عيد الحب، تكتشف أن لدى تشاك مشاعر رومانسية تجاه رينا ثروب ابنة ربه في العمل. في وقت لاحق، قضت هي ودان المساء يتحدثان على هواتفهما المحمولة أثناء مشاهدة طفل روزماري. استقالت بلير لاحقًا من دبليو (أو وي) بعدما رأت دان نائمًا مع واحدة في شقته في بروكلين. في وقت لاحق، بعد أن شعرت بفضول تجاه مشاعرهما تجاه بعضهما البعض، تُشارك بلير ودان قبلة قبل توقف منتصف الموسم.
قررت بلير في النهاية أنها تريد أن تكون مع تشاك، لكنها تنأى به مرة أخرى بعد أن حاول إذلال دان. تم التودد إليها لاحقًا من قبل أمير من موناكو يدعى لويس فتبدأ علاقة جديدة بين الاثنين. حاول بلير لاحقًا تحذير تشاك من مشاكل محتملة في عائلته. ثم تم اختطافها من قبل عدو باس والد راينا راسل ثورب. ينقذ تشاك بلير فيما بعد ويعتذر عن أفعاله العنيفة. بعد قضاء ليلة معًا في الخارج، مارس الاثنان الجنس قبل أن ينصح تشاك بلير بالعودة إلى لويس معتقدين أنها ستكون أكثر سعادة معه. ومع ذلك، ينتهي الموسم بالكشف عن أن بلير قد تكون حاملاً.

#### مثلث الحب
في خضم الموسم الرابع، أصبحت الرومانسية بين دان وبلير موضوعًا مثيرًا للانقسام بين المشاهدين، مما أثار أيضًا اهتمامًا إعلاميًا كبيرًا. أشاد جاريت ويسلمان من صحيفة نيويورك بوست بالتطور وشعر أن بلير لديها "قدر أكبر من الكيمياء" مع دان أكثر من تشاك. وصف كريس روفزار من مجلة نيويورك قصة بلير ودان بأنها "قابلة للتصديق" مشيرًا إلى الأرضية المشتركة بينهما في التعليم والذوق. صرح روفزار كذلك: "نظرًا لأنهما يعيشان في عالم يبدو أنهما فيهما نصف دزينة من الأصدقاء الحقيقيين فقط (إذا كان الأمر كذلك)، فهل من الجنون أن ينتهي بهم الأمر معًا؟" أعلن مقال من هافينغتون بوست أن "دان وبلير معًا مثل هاري بيرنز وسالي أولبرايت - كان من الواضح أن الزوجين كانا مستوحين من فيلم عندما التقى هاري سالي"، وعلق كذلك على أن الزوجين تمازوا مع علاقة باسي وجوي من داوسون كريك وخلص إلى أن دان وبلير كانا "أكثر قصة ملهمة وزوجين مهلمين في المسلسل". ذكرت مجلة إنترتينمنت ويكلي أن دان وبلير كانا مثل النجوم في "نسخة محدثة من فيلم لديك برد". تيرني بريكر من قناة إي! صنف جميع الأزواج الـ 25 من جوسيب جيرل فوضعَ دير كثالث أفضل ثنائي بعد بلير وسيرينا (رقم 1) وكْرِسي (رقم 2) كما ذكر بريكر أن "[دان وبلير] كانا من بين جميع الشخصيات الرئيسية الأنسب لبعضهما البعض.
كان داون فاليك من صحيفة وول ستريت جورنال أقل تقييمًا للمسلسل حينما أكَّدَ أن «كلا الشخصيتين كانا متبلرين لدرجة أنه لم يتبق أي متعة في العرض». فيما يتعلق بشاك وبلير، صرح ميستر «يمكنني حقًا أن أتعلق بها - ليس بالضرورة لأنها هذه العلاقة الدرامية والصاخبة ولكن لأن الطريقة التي يحبون بها بعضهم البعض حقيقية للغاية، وليس من أجل أن يكونوا دراميين. إنه حب حقيقي.». أعربت ميستر أيضًا عن ولعه لدان وبلير، قائلاً: «أعتقد أنهما جيدان لبعضهما البعض من نواح كثيرة بطريقة لم يكن بها تشاك وبلير». ادعى بادجلي أنه يعتقد أن «بلير [كانت] توأم روح دان»، وذكر كذلك أنه يعتقد أن قصة بلير ودان كانت «الأكثر إثارة بالنسبة لدان كشخص». عندما سأل موقع هوليود لايف دوت كوم إد ويستويك الذي لعب دور تشاك باس عن الشخصية التي يعتقد أنها تحب بلير أكثر: تشاك أو دان، قال ويستويك «تشاك».
لاحظ المنتجون في البداية الكيمياء بين بلير ودان في حلقة الموسم الأول «أخبار سيئة لبلير». وفقًا للمنتج جوشوا سافران فقد خطط الكتاب في المسلسل لإعادة النظر في علاقتهم بمجرد أن يكون الوقت مناسبًا. ذكر سفران أيضًا أن النتيجة لم يتم تحديدها بالضرورة مسبقًا. «شيء واحد ندركه جيدًا - وأنا أعلم أن بعض المعجبين ينزعجون من هذا - هو أننا نحاول حقًا التعامل مع الشخصيات على أنهم أحياء ويتنفسون وأفراد متقاربون. وغالبًا ما نتفاجأ من أين تأخذهم رحلاتهم؛ إنهم يفتحون لنا أبوابًا جديدة طوال الوقت».

### الموسم الخامس
في العرض الأول للموسم الخامس، تُواصل بلير التخطيط لحفل زفافها لكنها بدأت تواجه مشاكل في علاقتها مع لويس. تم الكشف لاحقًا أنها حامل. أخبرت بلير تشاك أن الطفل من لويس، وذكرت أن قلبها أراد ويُريد أن يكون تشاك هو الأب. أصبح دان صديقًا مقربًا لبلير ويظهر أنه يحبها، على الرغم من أنها لا تزال غافلة عن مشاعره وتقول إنه لا يوجد شيء أكثر من صداقة بينهما.
على الرغم من إصرارها على أنها تحب لويس، بدأت بلير في البحث عن تشاك مع تقدم الموسم. أعلن الاثنان في النهاية حبهما لبعضهما البعض قبل وقوع حادث في سيارتها الليموزين أثناء مطاردتها من قبل المصورين. على الرغم من تعافي كليهما، ٌتُعاني بلير من إجهاضٍ جراء الحادث. بعد الانهيار، قررت بلير أن تلتزم بلويز وتتحول إلى الكاثوليكية وتقطع أي علاقة مع تشاك. في حفل الزفاف، أصدرت مدونة جوسيب جيرل تسجيلاً لبلير تعترف فيه بحبها لتشاك. ومع ذلك، تزوج لويس وبلير مما جعل بلير أميرة موناكو على الرغم من أن لويس أخبرها أنهما سيحصلان على زواج مصلحة بلا حب. تتلقى بلير دعمًا من دان ما أدى بهما إلى مشاركة قبلة في يوم عيد الحب. وسط هذه التطورات، ينمو تضارب بلير بين مشاعرها تجاه دان وتشاك. بعد اتخاذ خطوات لإنهاء زواجها، اختارت إقامة علاقة مع دان. بحلول نهاية الموسم وبعد نقاش حول أي الحب هو الأفضل أعلنت بلير أنها لا تزال تحب تشاك وتختار رفقته.

### الموسم السادس
في الموسم الأخير استأنفت بلير علاقتها الرومانسية مع تشاك، بينما أصبح تشاك ووالده بارت – الذي تبين أنه على قيد الحياة في الموسم السابق – منافسين لدودين. تتابع بلير مسيرتها المهنية كرئيسة لشركة والدروف ديزاين مع العديد من الحوادث المؤسفة قبل إطلاق شركة ناجحة. في الحلقة ما قبل الأخيرة، يسقط بارت حتى الموت بينما كان يحاول مهاجمة تشاك فوق مبنى. بعد ذلك تُغادر بلير وتشاك معًا. في نهاية المسلسل تزوجت بلير من تشاك مما أدى إلى عدم اضطرارها للشهادة ضده في قضية قتل والده. بعد خمس سنوات، ظهر أن بلير تدير شركة أزياء والدتها الناجح وهي تعمل مع جيني في خط يسمى «جي فور والدورف»، ويظهر أنها وشاك لديها ابن اسمه هنري.

## الاستقبال

### في الرواية
أثناء تغطيتها لسلسلة الكتب، وصفت جانيت مالكولم من مجلة نيويوركر الشخصية بأنها «ضد بطل من المرتبة الأولى»، وأكدت أن «المسلسل ينتمي بطريقة من الطرق إلى بلير التي ألهمت فون زيجيسار في فيلمٍ من أعلى الرحلات الهزلية الخيالية». كما قارنت بلير بالأفلام القديمة والشخصيات الأدبية مثل بيكي شارب من فانيتي فير وليزي يوستاس من يوستاس دياموندز. بالإضافة إلى ذل، شبّه العديد من النقاد بلير بشخصية ليلى فاولر من سلسلة سويت فالاي هاي السابقة.
في كتاب أدب وثقافة الأطفال لعام 2007، انتقد الكاتب هاري إدوين إيس تصوير مرض بلير الشره المرضي. "إذا تم التعامل مع مرضها بشكل صحيح، كان من الممكن أن يقدم إدراج مرضها درسًا قويًا للقراء الشباب البالغين الذين يقلقون بشأن وزنهم واستهلاك الطعام. لسوء الحظ، تقدم سيسلي فون زيجسار مؤلفة المسلسل معالجة معيبة بشكل خطير للمشكلة. وفي محاولة فاشلة للفكاهة، اعتبر الكاتب أن مرض بلير مجرد مصدر آخر للشائعات. أميلي نوسباوم من مجلة نيويورك كانت لديها تعليقات مماثلة واصفة الشره المرضي بأنه "ضعف رديء أكثر من كونه علم أمراض كامل". ومع ذلك، استمرت في الإشادة ببلير على أنها ممثلة "متمحورة حول الذات بشكل مرح".
أعطت جولي أوبيباري من مانجا مانياك كافي عرضًا سلبيًا لجوسيب جيرل مانجا مشيرة إلى عدم الرضا عن الشخصيات والقصّة. ومع ذلك، فقد اعترفت بأن هذا منحها تقديرًا أكبر لبلير في المجلد الثاني، مشيرة إلى أن بلير «كان عليها حقًا أن تتعلم كيفية التعامل مع الأمر القاسي» بعد أن فقدت أسلوب حياتها المميز. ومضت لتقول إن «بلير شخصية من الممتع أن تكرهها. لذا تخيل دهشتي عندما بدأت بالفعل في الإعجاب بها في نهاية الكتاب».

### في المسلسل

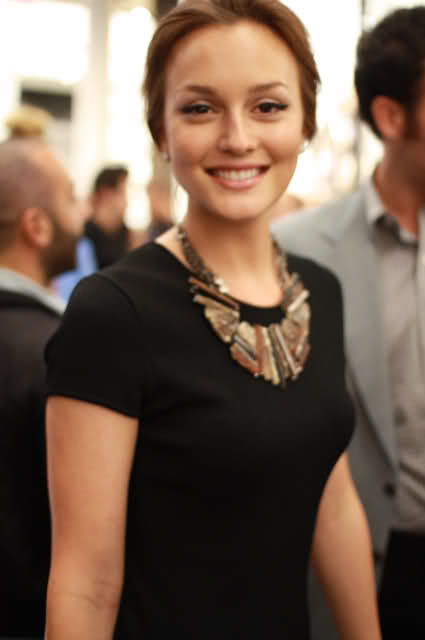
قوبل دور ميستر في تجسيد شخصية بلير بإشادة من النقاد.

حازت شخصية بلير والدورف المتميزة في العرض، على قدر كبير من الإشادة والاعتراف الإعلامي. أعلن موقع ياهو! تعلن بلير عضوًا في «البانتيون التليفزيوني من إناث ألفا في المدرسة الثانوية». أثناء التعليق على ميستر، ذكرت مجلة نيويورك عام 2008 «إن شريرها [مخرجة السلسلة] هو الأداء الأكثر تعقيدًا في العرض.» في مقال آخر عام 2008، علقت مجلة بيبول أن «ميستر قد خرجا من هذه المجموعة إلى النجومية.» وصفت فارايتي أداءها بأنه مشابه لأداء «الشابة المفترسة جوان كولينز التي تتنفس النار عمليًا من فتحات أنفها المقروصة تمامًا.» صنفت إف إتش إم الممثلة على أنها «أهم نجمة تلفزيونية» لخريف 2008، مشيرة إلى أنها مثل بلير والدورف: «لقد سرق لايتون ميستر الأضواء بمظهرها الرائع المذهل وأدائها الرائع.» فيما شبهت مجلة أخرى شخصيتها بتصوير أودري هيبورن لهولي جوليتلي. لوحظَ هذا التشابه أيضًا بواسطة يو إس إيه توداي.
استشهدت رولينج ستون عام 2009 بأنَّ «السبب في أننا نحب المسلسل أكثر.» وفيما يتعلق بالشهرة الخيالية لسيرينا صديقة بلير، أكد تيم ستاك من إنترتينمنت ويكلي أن «سيرينا قد تكون نجمة الإعلام لكن بلير أصبحت نجمة هذا العرض بسرعة». أثناء الاستشهاد بجاذبية سيرينا الموقرة منذ فترة طويلة، قارن غلامور وقرائها الشخصيتين في عام 2008 مع الاعتراف ببلير على أنها أجمل من سيرينا. في مراجعة من ذا أتلانتيك، تم الإشادة بصداقة بلير وسيرينا لأنها «قدمت علاقة اقترب عمقها وتعقيدها من روري وباريس [من جيلمور جيرلز]».
في مايو 2009، تلقت بلير اهتمامًا من مجلة فوربس التي أجرت مقابلة معها عبر مؤلفي المسلسل. طُولب بترشيح ميستر لجائزة غولدن غلوب لعام 2009 مع تصنيف بلير على أنها «شخصية متعددة الأوجه، ترتدي ملابس جيدة وتعزف بشكل جميل لدرجة أنها ترفع هذا المسلسل إلى شيء خيالي». فازت ميستر فعلًا بجائزة اختيار المراهقين في عام 2009، ومرة أخرى في عام 2010. في فبراير 2012 أجرى موقع زاب تو إيت استطلاعًا آخر لتحديد المسلسل الأفضل مع تحديد أفضل من مثل/ت فيه وحظيت بلير بنسبة تصويب لا بأس بها. وذلك لأن شخصيتها تمتعت بكل شيء يناسبها بما في ذلك مظهرها الرائع الرائع وأسلوب حياتها الفخم. علاقتها مع تشاك باس أدرج في تي في غايد ضمن قائمة «أفضل الأزواج في المسلسلات في كل العصور»، وكذلك مجلة إنترتينمنت ويكلي في «أفضل 30 زوجًا على التلفزيون».
كانت خزانة الملابس الخاصة بالشخصية - التي تُنسب إلى المصممين أبيجيل لوريك وإريك دامان،  مشهورة وحصلت على إشارات من عددٍ من الدوريات مثل إن ساايل، ونيويورك، جنبًا إلى جنب مع اعتراف من مواقع الويب. أدرج تي في غايد بلير ضمن «أفضل الشخصيات التليفزيونية تأنقًا لعام 2007». اختارت مجلة إنترتينمنت ويكلي بلير والدورف وتشاك باس «أكثر الشخصيات أناقة» لعام 2008. صنفت قناة لايف تايم بلير في المرتبة الأولى في قائمتها «أفضل 10 شخصيات تلفزيونية تأنقًا»، حين صنفتها جلامور من بين أفضل شخصياتها التلفزيونية أناقة على الإطلاق. في مقابلة مع فانيتي فير، قام مصمما الأزياء إريك دامان وميريديث ماركوورث بولاك بتعيين أودري هيبورن ورئيسة تحرير فوغ آنا وينتور كمصدر إلهام لهما عند تجهز ميستر في صورة بلير، واستشهد المصممون أيضًا بالمؤثرين الاجتماعيين في نيويورك تينسلي مورتيمر وأردن وول. اختارها تي في غايد سادس شخصية تلفزيونية عصرية.